# Mistrovství Evropy juniorů v ledním hokeji 1984
Mistrovství Evropy juniorů v ledním hokeji 1984 byl 17. ročník této soutěže. Turnaj hostila od 7. do 13. dubna západoněmecká města Rosenheim, Garmisch-Partenkirchen, Füssen a Bad Tölz. Hráli na něm hokejisté narození v roce 1966 a mladší.

## Výsledky

### Základní skupiny
| Poř. | Tým           | URS  | SWE  | GER  | NED  | Z | V | R | P | Skóre | B |
| 1.   | Sovětský svaz | —    | 7:4  | 9:3  | 21:0 | 3 | 3 | 0 | 0 | 37:7  | 6 |
| 2.   | Švédsko       | 4:7  | —    | 11:0 | 18:0 | 3 | 2 | 0 | 1 | 33:7  | 4 |
| 3.   | SRN           | 3:9  | 0:11 | —    | 12:4 | 3 | 1 | 0 | 2 | 15:24 | 2 |
| 4.   | Nizozemsko    | 0:21 | 0:18 | 4:12 | —    | 3 | 0 | 0 | 3 | 4:51  | 0 |

| Poř. | Tým       | TCH  | FIN | SUI  | FRA  | Z | V | R | P | Skóre | B |
| 1.   | ČSSR      | —    | 3:2 | 13:0 | 13:1 | 3 | 3 | 0 | 0 | 29:3  | 6 |
| 2.   | Finsko    | 2:3  | —   | 8:3  | 4:1  | 3 | 2 | 0 | 1 | 14:7  | 4 |
| 3.   | Švýcarsko | 0:13 | 3:8 | —    | 5:2  | 3 | 1 | 0 | 2 | 8:23  | 2 |
| 4.   | Francie   | 1:13 | 1:4 | 2:5  | —    | 3 | 0 | 0 | 3 | 4:22  | 0 |

### Skupiny o konečné umístění
Vzájemné výsledky ze základních skupin se započetly celkům i do skupin o konečné umístění.
| Poř. | Tým           | URS   | TCH   | SWE   | FIN   | Z | V | R | P | Skóre | B |
| 1.   | Sovětský svaz | —     | 4:2   | (7:4) | 9:2   | 3 | 3 | 0 | 0 | 20:8  | 6 |
| 2.   | ČSSR          | 2:4   | —     | 4:2   | (3:2) | 3 | 2 | 0 | 1 | 9:8   | 4 |
| 3.   | Švédsko       | (4:7) | 2:4   | —     | 6:2   | 3 | 1 | 0 | 2 | 12:13 | 2 |
| 4.   | Finsko        | 2:9   | (2:3) | 2:6   | —     | 3 | 0 | 0 | 3 | 6:18  | 0 |

| Poř. | Tým        | GER    | SUI   | FRA   | NED    | Z | V | R | P | Skóre | B |
| 5.   | SRN        | —      | 8:7   | 6:2   | (12:4) | 3 | 3 | 0 | 0 | 26:13 | 6 |
| 6.   | Švýcarsko  | 7:8    | —     | (5:2) | 8:3    | 3 | 2 | 0 | 1 | 20:13 | 4 |
| 7.   | Francie    | 2:6    | (2:5) | —     | 5:2    | 3 | 1 | 0 | 2 | 9:13  | 2 |
| 8.   | Nizozemsko | (4:12) | 3:8   | 2:5   | —      | 3 | 0 | 0 | 3 | 7:35  | 0 |

 Nizozemsko sestoupilo z elitní skupiny.

## Turnajová ocenění
|                            | Brankář           | Obránce           | Obránce           | Útočníci       | Útočníci         | Útočníci       |
| -------------------------- | ----------------- | ----------------- | ----------------- | -------------- | ---------------- | -------------- |
| Ceny direktoriátu IIHF     | Jaroslav Landsman | Michail Tatarinov | Michail Tatarinov | Alexandr Semak | Alexandr Semak   | Alexandr Semak |
| All-Star Tým (podle médií) | Klaus Merk        | Kari-Pekka Friman | Jiří Látal        | Thomas Vrabec  | Mikael Johansson | Igor Vjazmikin |

Nejproduktivnější hráč
 Igor Vjazmikin - 16 bodů (12 gólů a 4 asistence)

## Mistři Evropy - SSSR
Brankáři: Jevgenij Bělošejkin, Oleg Brataš

Obránci: Igor Nikitin, Igor Kravčuk, Anatolij Fedotov, Sergej Seljanin, Alexej Griščenko, Michail Tatarinov, Oleg Posmetěv

Útočníci: Pavel Kadykov, Vladimir Gromilin, Igor Vjazmikin, Pavel Torgajev, Valerij Kamenskij, Igor Rasko, Ravil Chajdarov, Alexandr Semak, Igor Marjuchin, Konstantin Polozov, Vladimir Jelovikov.

## Československá reprezentace
Brankáři : Jaroslav Landsman, Ivo Čapek

Obránci: Petr Svoboda, Stanislav Medřík, Jiří Látal, Miroslav Hošek, Petr Hodek, Jaroslav Jeništa, Dušan Králik

Útočníci: David Volek, Michal Pivoňka, Kamil Kašťák, Radek Ťoupal, Petr Ručka, Robert Šebek, Jiří Kučera, Tomáš Kapusta, Robert Kron, Ladislav Lubina, Milan Huluk.

## Nižší skupiny

### B skupina
Šampionát B skupiny se odehrál v Herningu v Dánsku, postup na mistrovství Evropy juniorů 1985 si vybojovali Norové. Naopak sestoupili
Italové.
1.  Norsko

2.  Polsko

3.  Rakousko

4.  Rumunsko

5.  Dánsko

6.  Bulharsko

7.  Jugoslávie

8.  Itálie

### C skupina
Šampionát C skupiny se odehrál v Edinburghu a v Kirkcaldy ve Skotsku ve Velké Británii, vyhráli jej Maďaři.
1.  Maďarsko

2.  Velká Británie

3.  Belgie

4.  Španělsko